# Мечеть аль-Рахман
Мечеть аль-Рахман (араб. جامع الرحمن) — мечеть в центре Багдада, строительство которой заморожено с 2003 года. Планировалась как одна из крупнейших мечетей Ирака.

## История
Начало строительству мечети в 1998 году на месте старого ипподрома положил тогдашний президент Ирака Саддам Хусейн, но оно было приостановлено в 2003 году в связи с вторжением США в Ирак. После вторжения строительство мечети так и не продолжилось.

## Архитектура
Площадь мечети составляет 200 тысяч квадратных метров, а площадь кампуса — 150 тысяч квадратных метров. Кампус может вместить более 120 тысячи молящихся.
Главный купол мечети не завершён. Он окружен восемью меньшими куполами, которые, в свою очередь, включают восемь ещё более меньших куполов, встроенных в их стены. Диаметр купола составляет около 250 метров, а площадь составляет 4,5 гектара.